# Nada Surf
 (septembre 2024).
Si vous disposez d'ouvrages ou d'articles de référence ou si vous connaissez des sites web de qualité traitant du thème abordé ici, merci de compléter l'article en donnant les références utiles à sa vérifiabilité et en les liant à la section « Notes et références ».
Nada Surf est un groupe de rock américain, originaire de New York, formé en 1993 et emmené par le chanteur et guitariste Matthew Caws.
C'est notamment grâce à leur premier single Popular (en) (extrait de l'album High/Low sorti en 1996) que le groupe a rapidement obtenu une réputation mondiale. Il tourne régulièrement aux États-Unis, au Canada, en Europe (particulièrement en France), en Australie et au Brésil. Le groupe sort son dixième album en 2024, Moon Mirror.
Leurs chansons ont servi de bande-son dans des séries télévisées américaines populaires telles que Six Feet Under, Newport Beach, How I Met Your Mother ou encore Heroes. Ils sont également crédités d'une apparition dans Les Frères Scott (épisode 11 de la saison 3).

## Biographie

### Années 1990

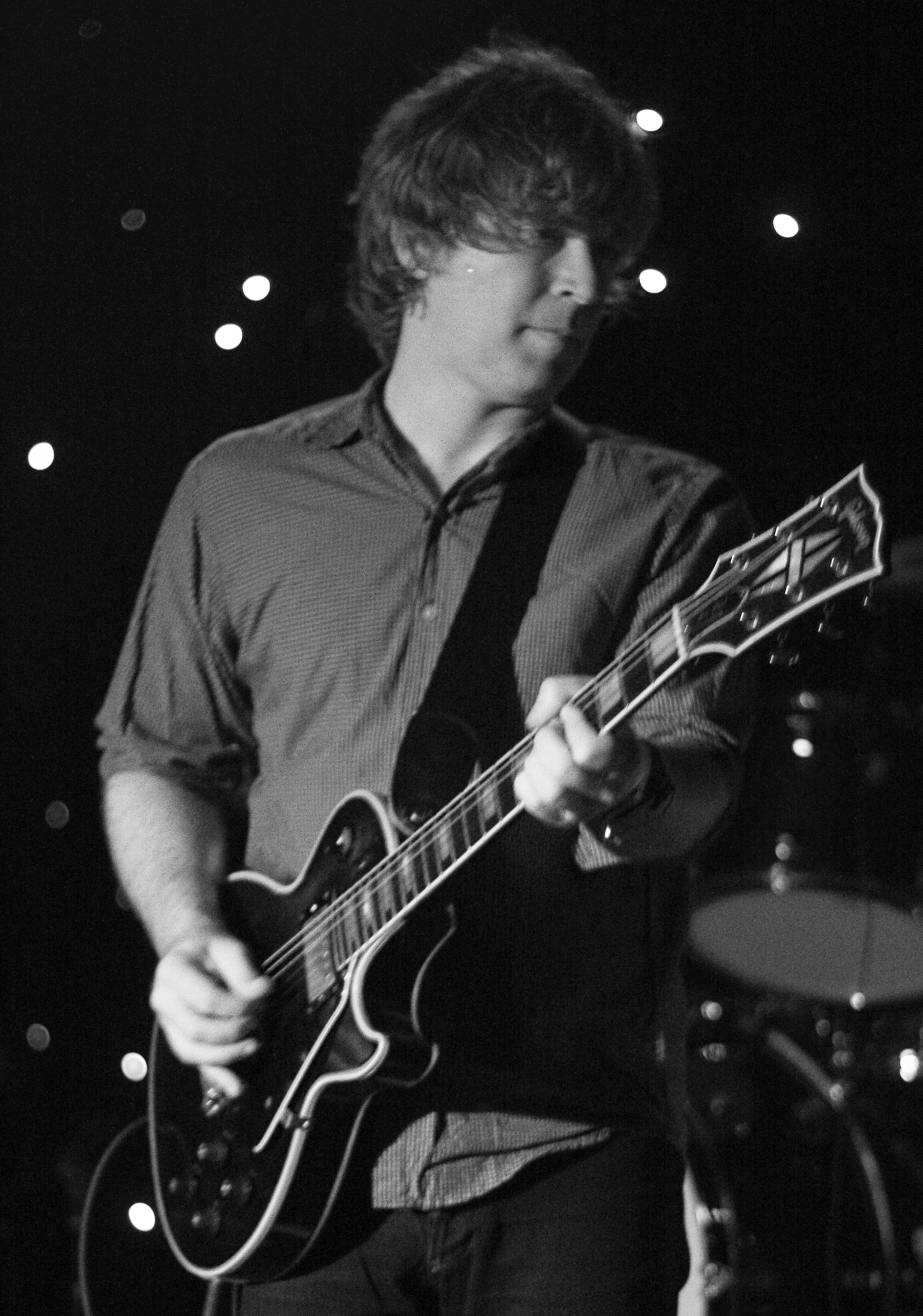
Matthew Caws.

Nada Surf est formé au début des années 1990 par le guitariste Matthew Caws et le bassiste Daniel Lorca à New York. Tous deux ont partagé les bancs du lycée français de New York et ont fait leurs études en Belgique et en France. Ils ont joué dans plusieurs groupes, dont The Cost of Living, et fondent Because Because Because en 1991. Leur premier batteur se prénomme Dan, le groupe y fait allusion plus tard dans la chanson The Plan (album High/Low). Dan est remplacé par Aaron Conte et Because Because Because devient Nada Surf en 1993. Le groupe enregistre son premier deux-titres : The Plan/Telescope (1994), ainsi que la démo Tafkans, version brute de High/Low. De cette démo sont extraits des titres du deuxième vinyle, Deeper Well/Pressure Free (1995), de Karmic et de North 6th Street.
Aaron Conte finit par quitter le groupe et est remplacé début 1995 par Ira Elliot, ancien batteur des Fuzztones, groupe très présent sur la scène new-yorkaise des années 1980, et dont Caws et Lorca étaient fans. Ils avaient rêvé pendant plusieurs années de demander à celui-ci de les rejoindre, mais avaient jugé plus pertinent d'attendre d'acquérir un certain niveau. L'arrivée d'Elliot au sein de Nada Surf est un élément fondateur, puisque dès lors, l'ambition de Caws et Lorca est décuplée, car s'ils veulent garder un tel batteur, ils doivent voir grand[réf. nécessaire].

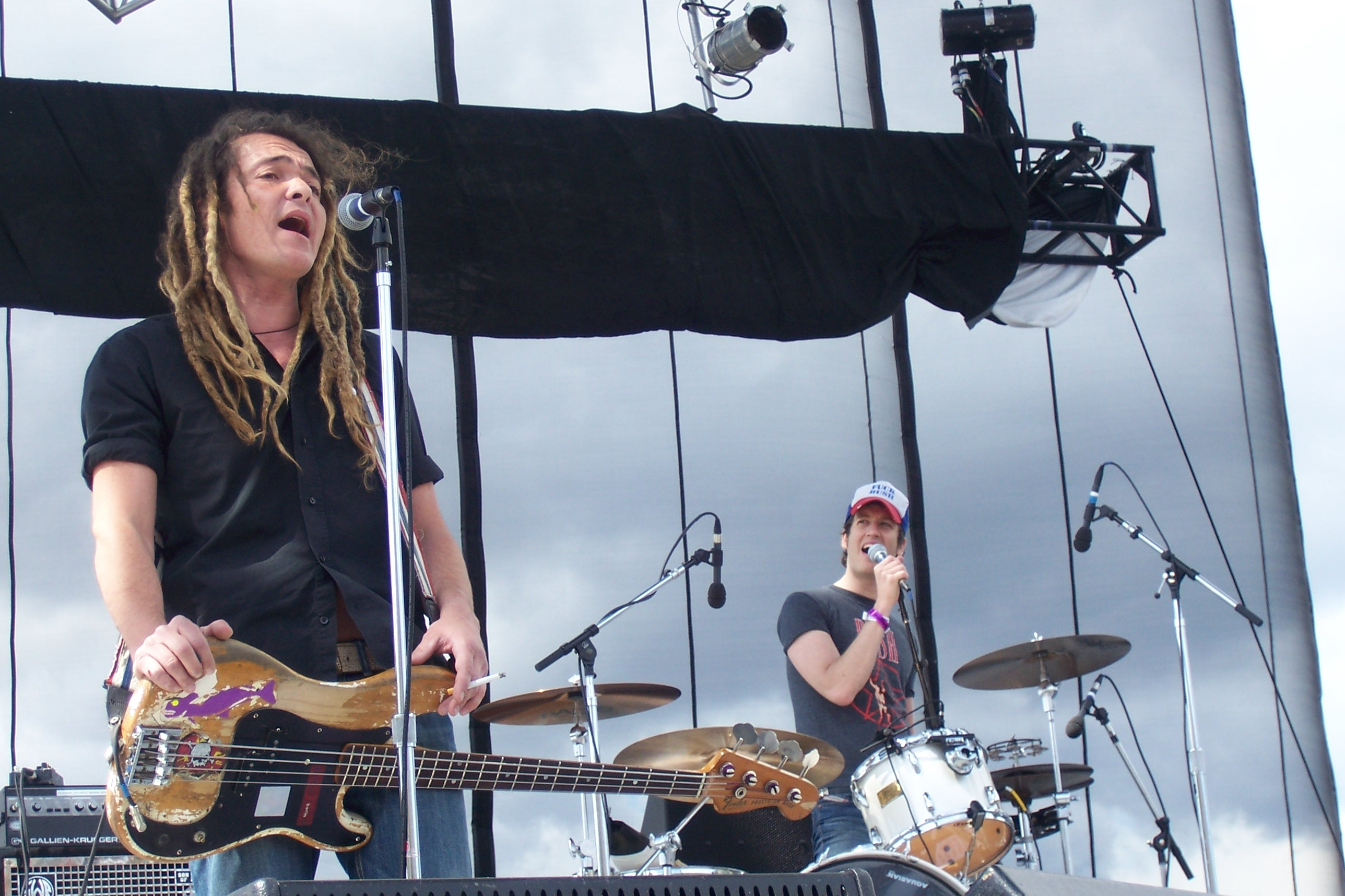
Nada Surf en concert en 2006 : le bassiste Daniel Lorca (gauche) et le batteur Ira Elliot (droite) au Sasquatch! Music Festival (États-Unis).

Aussi, quand au terme d'un concert à la Knitting Factory auquel ils assistent, ils croisent Ric Ocasek, ancien membre des Cars, et producteur notamment de Weezer, ils ont le courage de lui donner, sans conviction, une copie de Tafkans. Quelques jours plus tard, Ocasek les rappelle afin de leur dire qu'il est intéressé, mais désire réenregistrer l'intégralité des chansons. Dans le même temps, le groupe finalise un accord avec Elektra. Le groupe ayant trouvé un producteur et une maison de disques, l'album High/Low est lancé. C'est le titre Popular (en), single extrait de l'album High/Low, qui révèle Nada Surf ; le titre est diffusé en boucle sur toutes les radios et sur toutes les chaînes télévisées, classé 11e du classement « US Billboard Modern Rock », l'album atteignant la 63e position dans le Billboard 2000.
Au cours de l'été 1996, Nada Surf tourne aux États-Unis aux côtés de Superdrag, et le tube Popular inonde les ondes et traverse l'Atlantique. Nada Surf conquiert ensuite l'Europe, où sort en septembre 1998 leur deuxième album, The Proximity Effect, produit par Fred Maher. L'album s'éloigne du rock alternatif et incorpore davantage d'influences des Beatles ou de R.E.M.. Néanmoins, leur maison de disques trouve que cet album ne comporte pas de hit à la mesure de Popular, et fait enregistrer au groupe plusieurs reprises, dont Black & White (The dB's) et Why Are You So Mean To Me? (Vitreous Humor), afin d'en faire un single. Mais lassés par les velléités du directeur artistique, Nada Surf juge que l'album est complet et refuse tout nouveau changement (Elektra suggérant même d'inclure une version acoustique de Popular). Aussi, cet album ne sort pas aux États-Unis, et alors que le groupe est en tournée promotionnelle en Europe, leur label les lâche, et cesse notamment de leur transmettre les demandes d'interview qu'il reçoit. Malgré tout, cet album reçoit un très bon accueil en France, et le groupe s'embarque pour une tournée de 30 dates françaises en mars 1999.

### Années 2000

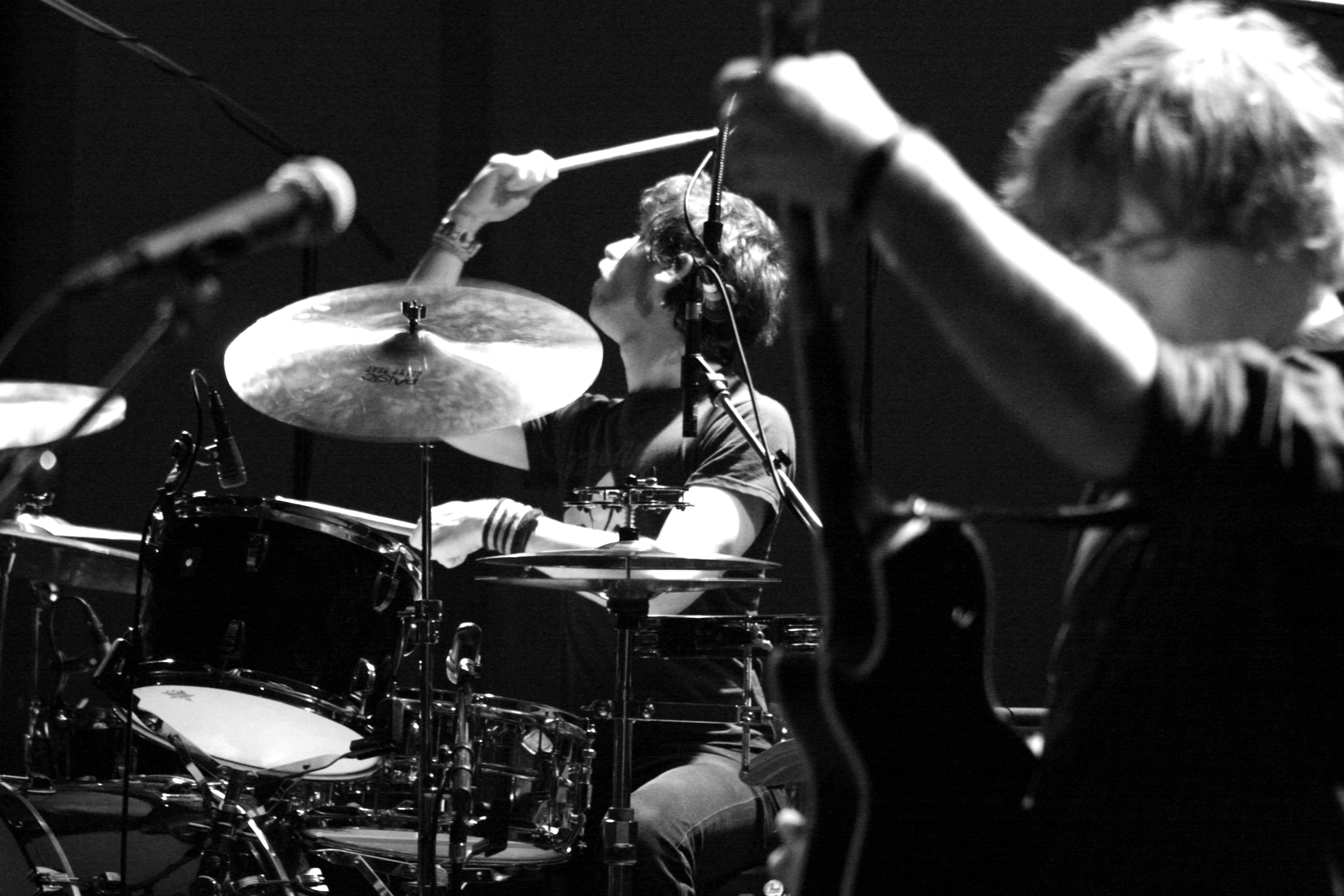
Nada Surf en 2008 à la Maison de la radio à Paris.

S'ensuit une année de bataille légale afin d'obtenir les droits de The Proximity Effect, procédure qui aboutit en 2000, permettant au groupe de sortir cet album sur leur propre structure créée à cet effet : 'MarDev, inspiré du prénom de la grand-mère maternelle de Caws. Reste à reconquérir le public nord-américain, ce qui est fait avec de longs mois de tournées, permettant également de lever quelques fonds afin de financer un nouvel album.
Courant 2001, ils enregistrent la plupart des titres de Let Go, produits et réalisés entre autres par leurs amis Louie Lino et Chris Fudurich, qui avait réalisé The Proximity Effect. Ceux-ci sont payés en billets de $1 et $5, argent issu de la vente de merchandising au cours des tournées effectuées. L'album est loué tant par les critiques que par le public, et le single Inside of Love est diffusée à la radio et atteint même la 73e position au Royaume-Uni. Bien que quelques critiques y voient une expression de la mélancolie new-yorkaise après les attentats du 11 septembre 2001, Let Go est composé avant ces événements. Ceci marque une étape marquante pour le groupe, qui pour la première fois a pu prendre son temps, travailler sans aucune pression, sans directeur artistique, n'étant soumis qu'aux seules exigences de leur créativité. Les fans, toujours actifs en ligne, attendent de longs mois une date de sortie, sans cesse reportée, mais le résultat final compense largement les années de manque. Le groupe signe leur nouvel album chez Virgin avec leur nouveau manager Séverin Naudet. Comme toujours, ce sont des mois de tournée qui s'enchaînent, dont beaucoup de festivals durant l'été 2003. L'album constitue en quelque sorte un nouveau départ pour le groupe, après quatre ans depuis The Proximity Effect.
En 2005, Nada Surf est enfin accueilli avec le même enthousiasme des deux côtés de l'Atlantique, et non plus seulement en Europe. En effet, leur quatrième album The Weight Is a Gift (produit entre autres avec Chris Walla) rencontre un succès similaire avec le single Always Love. Le groupe, sensible à la culture française, a repris lors de l'été 2006 Alain Souchon avec le titre La P'tite Bill est malade, après des adaptations de l'Aventurier (Indochine) en 2003 et de Au fond du rêve doré (Françoise Hardy). Nada Surf a achevé de tourner pour The Weight Is A Gift en octobre 2006, puis s'est mis à travailler sur son prochain opus, annoncé pendant un temps sous le titre Time for Plan A. Le groupe s'est pour cela rendu aux studios Robert Lang, à Seattle, en mars ainsi qu'en août 2007, travaillant sous la direction du producteur John Goodmanson. En 2007, le légendaire groupe des années 1970, America, a effectué une reprise de la chanson Always Love sur son album Here & Now, à laquelle ont participé Caws et Elliot.
Le 5e album de Nada Surf, Lucky, produit par John Goodmanson (Death Cab for Cutie, Harvey Danger, Blonde Redhead), enregistré en mars et août 2007, sort en 2008 (le 5 février 2008 aux États-Unis et Canada, et le 18 février 2008 en France).

### Années 2010
L'album If I Had a Hi-fi est un disque de reprises. D'abord vendu exclusivement pendant la tournée commencée à New York en mars 2010, il n'est sorti dans le commerce qu'en juin 2010.
L'album suivant, The Stars Are Indifferent to Astronomy, sort en janvier 2012. Après une tournée mondiale au sein de Nada Surf, Matthew Caws enregistre un album avec Juliana Hatfield. Le duo se baptise Minor Alps. L'album Get There paraît le 29 octobre 2013.
Le huitième album studio de Nada Surf, You Know Who You Are, est publié le 4 mars 2016.
En 2015, Jürgen Seifert juge que « du point de vue de la culture Pop, Nada Surf ne joua qu'un rôle secondaire (...). Même dans les profondeurs du rock indé, le groupe n'est véritablement connu et apprécié que par les initiés, à l'ombre des principaux acteurs tels que Wilco, Calexico ou Bright Eyes ».

### Années 2020
Lors de la pandémie de covid-19, Nada Surf joue deux fois dans la même soirée à La Cigale à Paris, pour diminuer le nombre de personnes présentes à chaque set, les rassemblements de plus de 1000 personnes venant d'être interdits en France.
En septembre 2024, alors que le groupe fête ses trente ans d'existence, Nada Surf sort son dixième album, Moon Mirror. Il est enregistré par Ian Laughton aux Rockfield Studios, dans le Pays de Galles au Royaume-Uni. Pour le journal belge Le Soir, c'est un album de « power pop dynamique », avec des « mélodies énergiques aux harmonies fulgurantes ».

## Prises de position
Le groupe soutien le parti démocrate américain, notamment lors de l'élection présidentielle américaine de 2008. En 1997, Nada Surf appelle pendant les Eurockéennes de Belfort à voter contre le Front national.

## Membres

### Membres actuels
- Matthew Caws - guitare, chant (depuis 1993)
- Daniel Lorca - basse, chant (depuis 1993)
- Ira Elliot - batterie, chant (depuis 1995)
- Louie Lino - clavier, chant

### Anciens membres
- Aaron Conte - batterie (1993-1995)
- Doug Gillard - guitare (2012-2016) membre de Guided By Voices

## Ventes d'albums
Sauf mention contraire, les informations de ce tableau proviennent du site internet lescharts.com
| 1996 | High/Low                               | -  | 36 | 63  | 37  | -  | 31 | -  |
| 1998 | The Proximity Effect                   | -  | -  | -   | 45  | -  | -  | -  |
| 2002 | Let Go                                 | -  | -  | -   | 32  | -  | -  | -  |
| 2005 | The Weight Is a Gift                   | 51 | -  | 167 | 47  | -  | -  | 59 |
| 2008 | Lucky                                  | 33 | 97 | 82  | 41  | 98 | -  | 39 |
| 2010 | If I Had a Hi-fi                       | -  | -  | -   | 153 | -  | -  | 86 |
| 2012 | The Stars Are Indifferent to Astronomy | 31 | -  | 86  | 86  | -  | -  | 42 |
| 2016 | You Know Who You Are                   | 47 | -  | –   | 90  | -  | -  | 46 |
| 2020 | Never Not Together                     |    |    |     |     |    |    |    |